# アメデーオ5世・ディ・サヴォイア

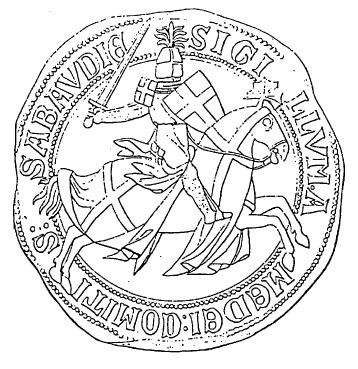
アメデーオ5世のシール

アメデーオ5世・ディ・サヴォイア（イタリア語：Amedeo V di Savoia, 1252/3年 - 1323年10月16日）は、サヴォイア伯（在位：1285年 - 1323年）。

## 生涯
アメデーオ5世はピエモンテ領主トンマーゾ2世・ディ・サヴォイアとベアトリーチェ・フィエスキの息子である。ローマ教皇インノケンティウス4世は母方の大叔父にあたる。1272年にシビーユ・ド・ボージェと結婚した後、アメデーオ5世は従姉妹の子にあたるイングランド王エドワード1世に騎士として仕えるようになり、1277年に第一次ウェールズ独立戦争に参加した。1282年の第二次ウェールズ独立戦争においては、リズラン城の包囲を解いたチェスターのイングランド軍を指揮した。
1285年に、叔父サヴォイア伯フィリッポ1世が嗣子なく死去した。一方、すでに長兄トンマーゾ3世は1282年に死去していた。フィリッポ1世の遺言により、姪エリナー・オブ・プロヴァンスとその息子エドワード1世がサヴォイアの遺産を相続した。アメデーオ5世がサヴォイア伯となり、一族の対立を和らげるため弟ルドヴィーコ1世は新たにヴォーを領地として与えられた。
ビュジェおよびブレスの女伯シビーユとの結婚により、アメデーオ5世はブルゴーニュにおけるこれらの領地を自身の領地に組み込むことができた。その後の拡大により、アメデーオ5世の支配領域はさらに拡大した。1285年10月1日、ジュネーヴ司教との交渉の後、アメデーオ5世はジュネーヴの保護者とされた。本来世襲のこの地位は、ジュネーヴ司教と対立していたジュネーヴ伯アメデ2世が保持していたものであった。
1287年、アメデーオ5世はジュネーヴ近くのイール城を包囲し、14週後にこれを獲得した。1295年、アメデーオ5世はシャンベリの要塞を手に入れた。また、アメデーオはフィレンツェからジョットの弟子ジョルジオ・デ・アクイラを自身の宮廷に連れてきた。ジョルジオは城を絵画、木彫およびフレスコ画で装飾した。ジョルジオは1348年に死去するまでサヴォイア家のために働いた。
アメデーオ5世の成功の一つに、ジュネーヴ伯およびヴィエノワのドーファンがアメデーオの家臣として従属的な立場を受け入れたアヌマッス条約がある。この条約は両者に対する軍事的勝利の結果であった。1301年には、アメデーオはシオン教区との間のヴァレーの支配権をめぐる争いに決着をつけた。しかしアメデーオの治世の間には、サヴォイア伯領とオーストリア公領との間に衝突も起こった。アメデーオはフランス王国との同盟を続け、当初の良好な関係の結果としてノルマンディーのモレヴリエを与えられた。
フランス王は最終的にリヨンを回復し、これはアメデーオ5世のアルプス山脈付近の地域まで領土を拡大しようとする動きに対する警告となった。アメデーオ5世は、ドイツ王ハインリヒ7世に対抗しうる強力な同盟相手を探した。ハインリヒ7世はアメデーオ5世の2番目の妃マリー・ド・ブラバンの姉マルグリットと結婚していた。アメデーオ5世は1310年から1313年にかけてハインリヒ7世のイタリア遠征に参加し、ハインリヒ7世は1312年6月29日に神聖ローマ皇帝として戴冠された。アメデーオ5世はハインリヒ7世への奉仕に対する報酬として、帝国伯、ロンバルディアの帝国代理、およびアスティとイヴレーアの領主の称号を与えられた。ハインリヒ7世はまた、アオスタとシャブレーを公領に昇格させたが、それらはサヴォイア伯領の一部のままであった。
1315年、アメデーオ5世はロドス騎士団を支援し、トルコ人からロドス島を守った。アメデーオ5世はアヴィニョンにおいて1323年10月16日に死去した。

## 結婚と子女
最初に、クザン男爵ギー1世・ダマス・ド・ボージェ（1230年頃 - 1269年）とドーフィネ・ド・ラヴューの娘シビーユと結婚し、8子をもうけた。
- ボーナ - ヴィエノワのドーファン・ジャン1世と結婚[11]、モンボゾン領主ユーグ（ブルゴーニュ女伯アリックスの息子）と再婚[12]。
- ジョヴァンニ（1284年 - ?）
- ベアトリーチェ（1291年 - 1294年） - ジュネーヴ伯ギヨーム3世と婚約したが、解消された。ギヨームはベアトリーチェの妹アニェーゼと結婚した[13]。
- エドアルド（1284年 - 1329年） - サヴォイア伯。ブルゴーニュ公ロベール2世の娘ブランシュと結婚。
- エレオノーラ（1317年以降没） - オセール伯およびトネール伯ギヨーム・ド・シャロンと結婚、ドルー4世・ド・メロと再婚、フォレ伯ジャン1世と再々婚[14]。娘マルグリット・ド・メロはジャン2世・ド・シャロン＝アルレと結婚。
- マルグリット（1349年没） - モンフェッラート侯グリエルモ1世と結婚[14]
- アニェーゼ（1322年没） - ジュネーヴ伯ギヨーム3世と結婚[14]、息子はジュネーヴ伯アメデ3世。
- アイモーネ（1291年 - 1343年） - サヴォイア伯。モンフェッラート侯テオドロ1世の娘ヴィオランテと結婚[14]。

1297年、ブラバント公ジャン1世とマルグリット・ド・フランドルの娘マリーと結婚した。
- マリア - フォーシニー男爵ユーグ・ド・ラ・トゥール・デュ・パン（ヴィエノワのドーファン・アンベール1世の息子）と結婚[14]
- カタリーナ（1336年没） - オーストリア公レオポルト1世と結婚[14]
- ジョヴァンナ（アンナ）（1306年 - 1366年） - 東ローマ皇帝アンドロニコス3世パレオロゴスと結婚[14]
- ベアトリーチェ（1310年 - 1331年） - 1327年にケルンテン公ハインリヒ6世と結婚[14]